# Odynerus proterrens
Odynerus proterrens är en stekelart som beskrevs av Giordani Soika. Odynerus proterrens ingår i släktet lergetingar, och familjen Eumenidae. Utöver nominatformen finns också underarten O. p. brazzai.